# Poledník (berg i Tjeckien, Liberec)
Poledník är ett berg i Tjeckien.   Det ligger i regionen Liberec, i den norra delen av landet, 100 km nordost om huvudstaden Prag. Toppen på Poledník är 864 meter över havet, eller 58 meter över den omgivande terrängen. Bredden vid basen är 1,00 km.
Terrängen runt Poledník är huvudsakligen kuperad, men norrut är den platt.Runt Poledník är det ganska tätbefolkat, med 54 invånare per kvadratkilometer. Närmaste större samhälle är Liberec, 11,3 km sydväst om Poledník. I omgivningarna runt Poledník växer i huvudsak blandskog.